# James Rothman
James E. Rothman, född 3 november 1950 i Haverhill i Massachusetts, är en amerikansk biolog.

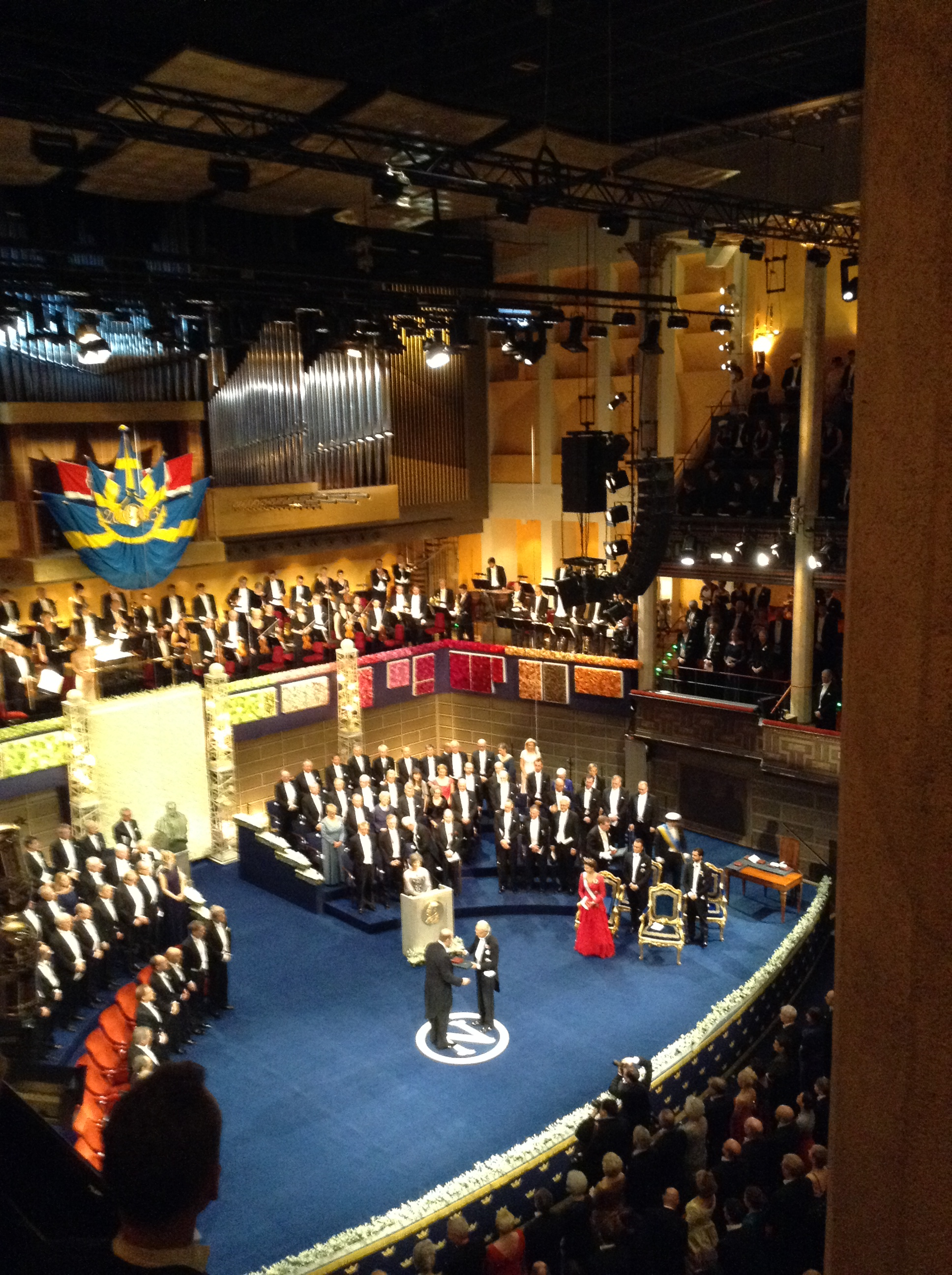
James Rothman mottar Nobelpriset.

Rothman studerade vid Yale University där han tog bachelorexamen (B.A.) 1971 och därefter vid Harvard University, där han tog Ph.D.-examen 1976. Han var postdoc vid Massachusetts Institute of Technology 1976–1978. Han var verksam vid Stanford University 1978–1988, från 1984 som fullvärdig professor, och var professor vid Princeton University 1988–1991. Han var därefter verksam vid Sloan-Kettering Institute 1991–2004, var professor vid Columbia University 2004–2008 och är sedan 2008 professor i cellbiologi vid Yale University.
Rothmans forskning gäller framför allt hur transport sker genom cellmembraner, bland annat genom studier av Golgiapparaten och vesiklar.
Rothman är ledamot av The National Academy of Sciences sedan 1993 och av American Association for the Advancement of Science sedan 2007. Han tilldelades Albert Lasker Award for Basic Medical Research 2002.
Tillsammans med Randy Schekman och Thomas Südhof tilldelades Rothman Nobelpriset i fysiologi eller medicin 2013 för " deras upptäckter rörande maskineriet som reglerar vesikeltrafik, ett viktigt transportsystem i våra celler".